# Heinz Haber

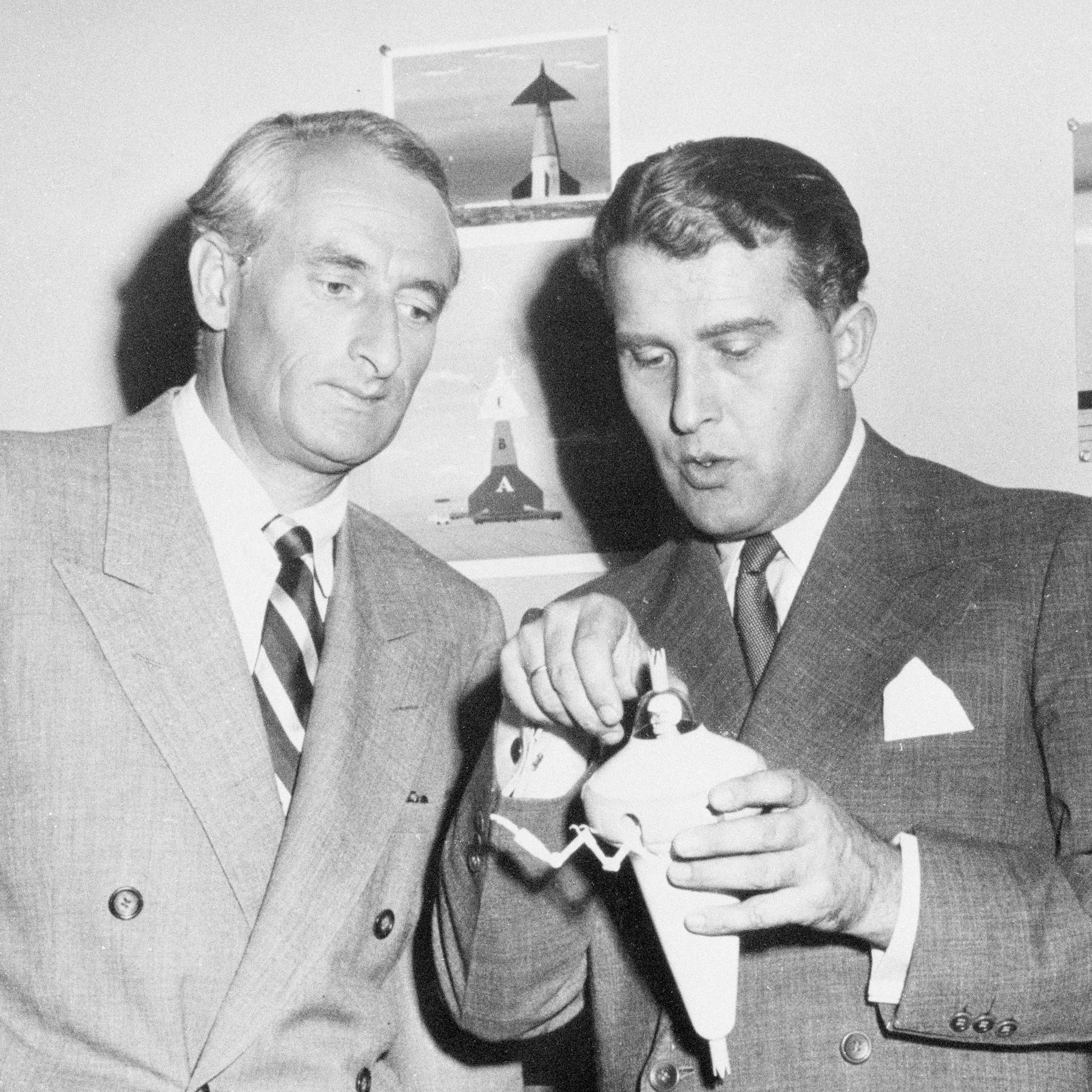
Heinz Haber, links im Bild, im Gespräch mit Wernher von Braun, 1954

Heinz Haber (* 15. Mai 1913 in Mannheim; † 13. Februar 1990 in Hamburg) war ein deutscher Physiker, Schriftsteller, Kolumnist und Fernsehmoderator.

## Leben

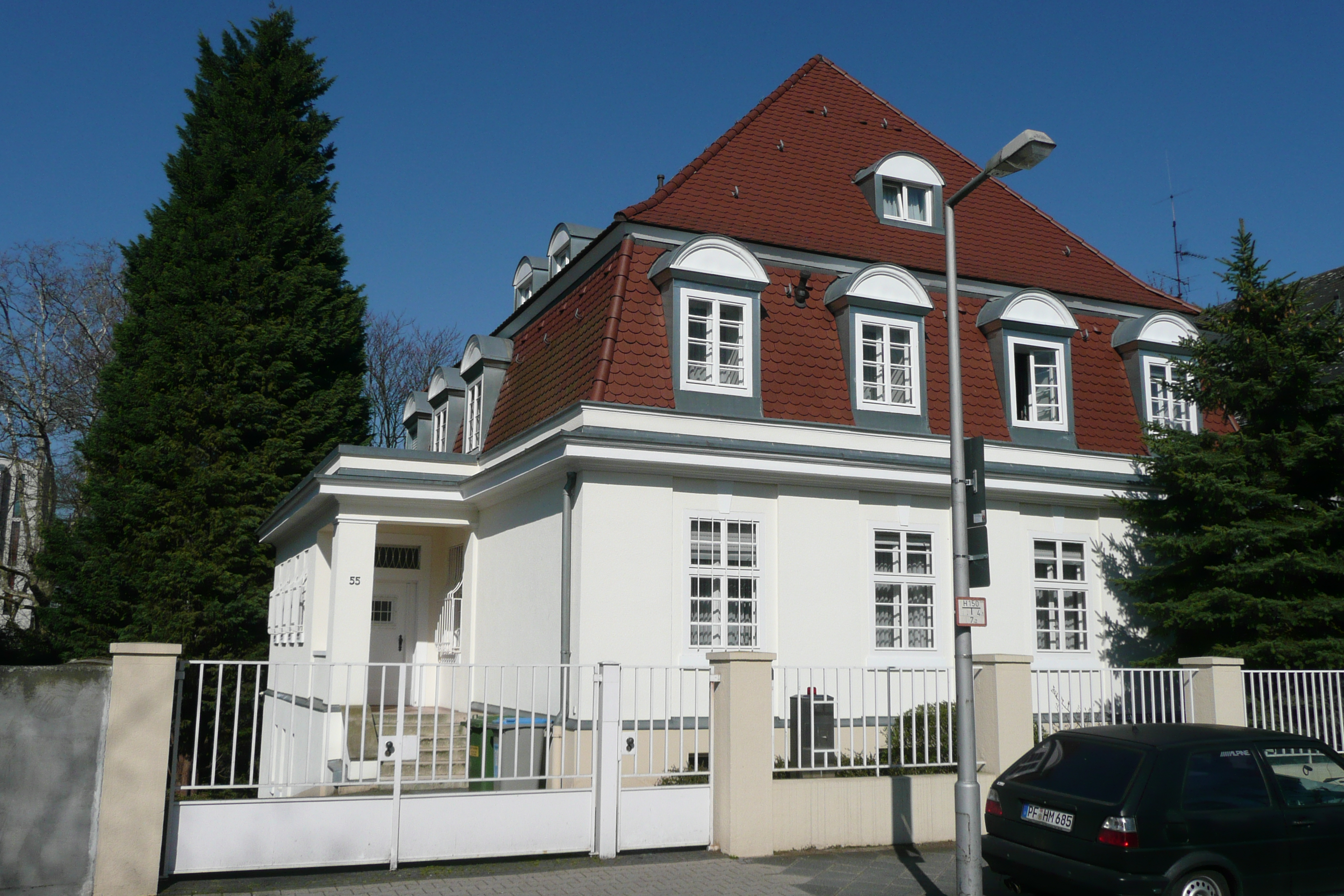
Elternhaus der Weltraumpioniere Fritz und Heinz Haber in Mannheim, Bassermannstraße 55, am Unteren Luisenpark gelegen, Foto aus dem Jahr 2010

Heinz Habers Vater war der Fabrikdirektor Karl Haber, Süddeutsche Zucker AG (heute: Südzucker). Sein älterer Bruder war der Raumfahrtingenieur Fritz Haber. Ihr Elternhaus steht am Unteren Luisenpark Mannheim.
Heinz Haber studierte seit 1932 an der Universität Leipzig, der Ruprecht-Karls-Universität Heidelberg und an Hochschulen und Forschungseinrichtungen in Berlin. Im Jahr 1933 wurde er Mitglied im Fliegersturm der SS.
Im Jahr 1934 machte er eine Studienpause und leistete freiwilligen Wehrdienst bei der Luftwaffe, den er als Leutnant der Reserve abschloss. Es folgten mehrere freiwillige Einsätze bei der Luftwaffe, sodass er unter anderem an der Besetzung des Sudetenlandes teilnahm. Er setzte sein Studium fort und promovierte 1939 in Physik.
Im Zweiten Weltkrieg diente Haber in der Luftwaffe als Beobachter in der 2. Staffel der (Nah-)Aufklärungsgruppe 41, welche im Überfall auf Polen Aufklärungseinsätze in Mittelpolen, später an der Ostfront flog, und stieg im Juni 1942 zum Hauptmann der Reserve auf, kurz darauf im Winter kehrte er aber 1942 nach einem Abschuss und Verwundung an das Kaiser-Wilhelm-Institut für physikalische und Elektrochemie (das heutige Fritz-Haber-Institut) zurück. 1942 wurde er Leiter der Abteilung für Spektroskopie. 1944 habilitierte er an der Friedrich-Wilhelms-Universität mit einer Arbeit über das Torusgitter, ein Optisches Gitter.
Nach Ende des Zweiten Weltkriegs wurden mit der Operation Overcast deutsche Wissenschaftler und Techniker rekrutiert. Heinz Haber arbeitete bis 1952 an der Schule für Luftfahrtmedizin auf der Randolph Air Force Base, Texas. Unter der Leitung von Hubertus Strughold wurde hier 1948 die Flug- und Raumfahrtmedizin begründet, unter Beteiligung weiterer deutscher Wissenschaftler, darunter auch sein Bruder Fritz. Sie arbeiteten als Berater für Litton Industries, die im Auftrag der US-Luftwaffe eine Unterdruckkammer zur Simulation von Weltraumbedingungen und den ersten Weltraumanzug entwickelte. Die theoretischen Grundlagen für den Parabelflug zur Erzeugung von Schwerelosigkeit stammen ebenfalls aus ihrer Feder.

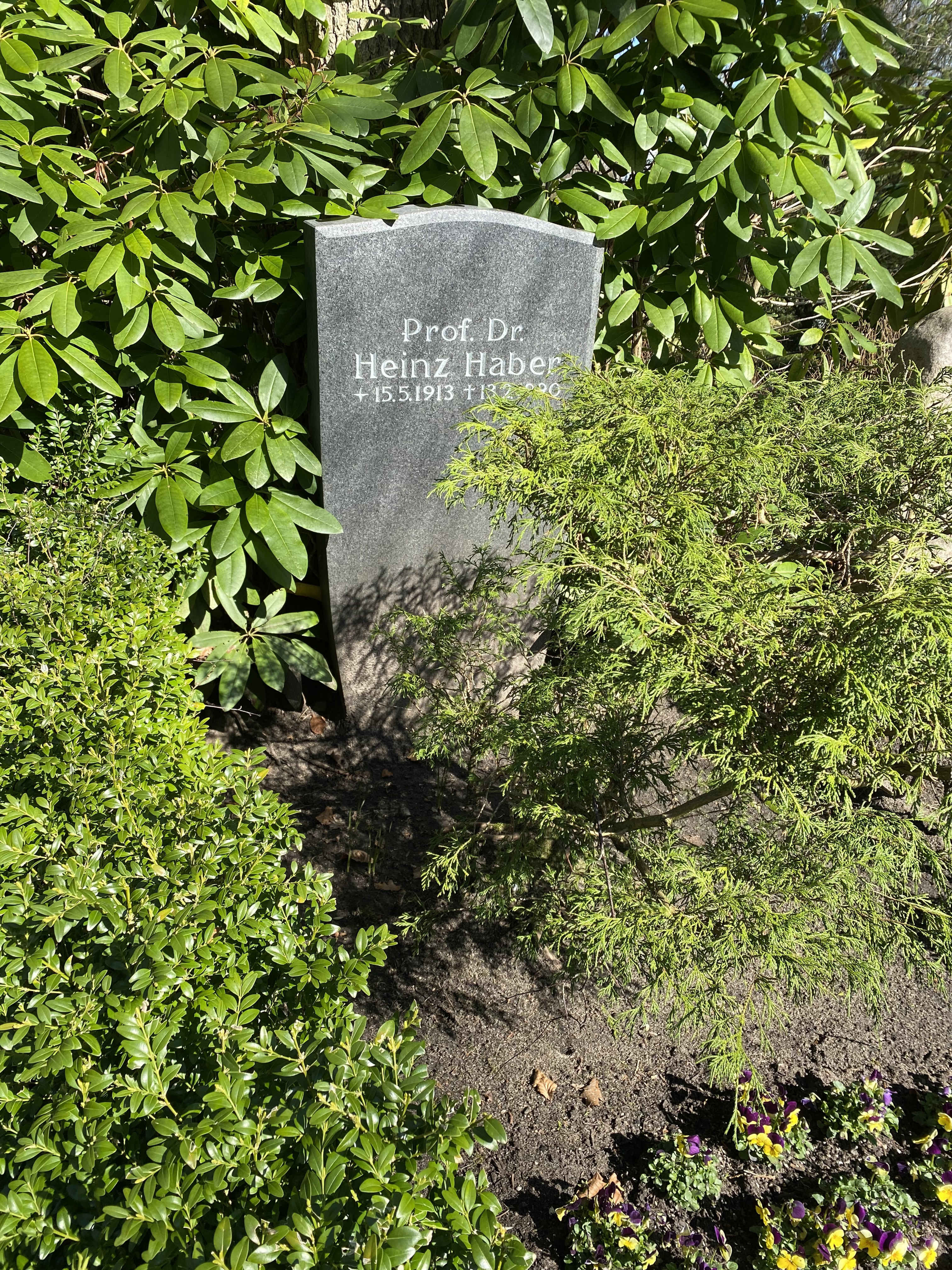
Grabstätte auf dem Friedhof Blankenese

1950 wurde Heinz Haber Assistenzprofessor an der Air University, wechselte zwei Jahre später als assoziierter Physiker zur University of California, Los Angeles (UCLA) an das Institute of Transportation and Traffic Engineering und 1956 als „Chief Science Consultant“ zu Walt Disney. Haber moderierte den Fernseh-Dokumentarfilm Our friend the atom (Unser Freund das Atom), der 1956 auf Wunsch der US-Regierung von Disney produziert und in der Fernsehreihe Disneyland ausgestrahlt wurde, um das Image der Atomenergie zu verbessern. Er schrieb auch das gleichnamige Buch zum Film, das mit Disney-Bildern illustriert wurde. Habers anschauliche Darstellung des Verlaufs einer nuklearen Kettenreaktion mit Hilfe von Mausefallen und Tischtennisbällen wurde zu einem häufig nachgeahmten „Klassiker“.
Auf einer Geschäftsreise nach Deutschland lernte er Ende der 1950er Jahre seine zweite Ehefrau Irmgard Koch kennen. Kurz danach ließ er sich in Seefeld in Tirol nieder.
Seit 1958 arbeitete Haber als Wissenschaftspublizist für die ARD und produzierte mehr als 350 Fernsehbeiträge. Für das deutsche Fernsehen  produzierte er verschiedene populärwissenschaftliche Fernsehreihen, darunter Professor Haber experimentiert, Das Mathematische Kabinett, Unser blauer Planet, Stirbt unser blauer Planet?, Professor Haber berichtet, Was sucht der Mensch im Weltraum (13 Folgen, 1968), Brüder im All (10 Folgen, 1970) und Was ist was mit Professor Haber. Neben seiner Tätigkeit als „Fernseh-Professor“ verfasste Haber 30 Sachbücher zu naturwissenschaftlichen Themen, davon etliche Bestseller. Er war Mitbegründer und Herausgeber der Zeitschrift Bild der Wissenschaft und Herausgeber der Wissenschaftszeitschrift X-Magazin. Zudem hatte er mit Eine Frage, Herr Professor eine regelmäßige Kolumne in der Fernsehzeitschrift Hörzu, in der er in angemessener Kürze eine spezielle wissenschaftliche Frage behandelte.
Aus Heinz Habers erster Ehe gingen zwei Kinder hervor, aus der zweiten Ehe ein Sohn. Seine letzte Ruhestätte befindet sich auf dem Friedhof Blankenese im Hamburger Stadtteil Sülldorf.
Sein Archiv vererbte er dem Stadtarchiv Mannheim.

## Auszeichnungen und Ehrungen
- 1939: Eisernes Kreuz zweiter Klasse[1]
- 1940: Eisernes Kreuz erster Klasse[1]
- 1962: Preis der Thomas-Alva-Edison-Foundation[7][8]
- 1965: Adolf-Grimme-Preis mit Bronze
- 1965: Goldene Kamera
- 1967: Besondere Ehrung beim Adolf-Grimme-Preis
- 1972: Bloomaulorden[9]
- 2007: Mannheim benannte eine  Straße nach ihm.[10]

## Fernsehsendungen

### Anfänge
Haber hatte eine 13-teilige Sendereihe mit dem Titel Was sucht der Mensch im Weltraum? moderiert. Sie wurde erstmals im Jahre 1968 im ARD-Abendprogramm ausgestrahlt und vermittelte einem breiten Publikum auf einfache Art und Weise die Grundlagen der Weltraumwissenschaften. In den letzten Folgen der Reihe wurde die Frage nach dem Sinn und Nutzen der Weltraumfahrt aufgegriffen. Die letzte Folge gab schließlich einen Ausblick auf die Zukunft der Weltraumforschung.
Die Sendung zeichnete sich besonders durch eine didaktische Herangehensweise an das Thema aus. Komplexe Sachverhalte wurden anhand von Modellversuchen und Trickaufnahmen anschaulich erklärt. Filmaufnahmen von Habers Besuchen in den Raumfahrtzentren und Forschungseinrichtungen der NASA ergänzten die Sendereihe.
Folgende Themen wurden behandelt (jeweils Nummer und die Titel der Folge):
1. Die alte und die neue Astronomie
2. Topographie des Raumflugs
3. Die Natur führt Regie
4. Vehikel der Weltraumfahrt
5. Planet Erde
6. Im Strahlungsfeld der Sonne
7. Kosmos und Sterne
8. Unsere Nachbarn im All
9. Die Erforschung des Mondes
10. Medizinische Probleme
11. Menschen ohne Gewicht
12. Aufwand und Nutzen
13. Künstliches Wetter und Klima

Die Sendereihe wird seit einigen Jahren regelmäßig im Rahmen der Sendung Space Night im BR-Fernsehen und ARD-alpha wiederholt.

### Professor Haber berichtet
1979 startete Heinz Haber die primär an junge Zuschauer gerichtete neue Sendereihe Professor Haber berichtet. Im Gegensatz zu seinen bisherigen themenbezogenen Reihen (beispielsweise über die Entwicklungsgeschichte der Erde, den Mond, die Weltraumfahrt usw.) wollte er diesmal – geleitet von der Zuschauerpost – „in jeder Folge ein ganz bestimmtes Thema herausgreifen, das in der Öffentlichkeit auch von […] jungen Leuten oft diskutiert wird“. In zwölf Folgen wollte er vor allem Kindern und Jugendlichen, aber auch Erwachsenen Themen wie Vulkanismus, Astronomie oder die Eigenschaften des Lichtes näherbringen.

#### Aufklärung über globale Erwärmung
In der ersten Folge griff er die öfter an ihn gerichtete Frage auf: „Wenn man bedenkt, was es doch für verregnete Sommer gegeben hat, und diese schneereichen Winter, da fragen viele sich ernsthaft: gibt es vielleicht eine neue Eiszeit?“ Ausgehend vom Grundsatz, man solle sich „niemals auf das eigene Gedächtnis verlassen – eine Schwalbe macht noch keinen Sommer“, analysierte er die bereits in den 1970er Jahren unter Klimatologen anerkannten Fakten.
Heinz Haber erklärte, dass CO2 prozentual zwar nur einen geringen Anteil an der Erdatmosphäre ausmacht, jedoch eine ganz entscheidende Rolle im Wärmehaushalt der Erde spielt – und zwar aufgrund einer Eigenschaft, von der er selbst nicht weiß, „ob ich sie wunderbar, oder ob ich sie teuflisch nennen soll“: Da CO2 in der Lage ist, die von der Erde abgestrahlte langwellige Wärmestrahlung zu absorbieren, kommt es zu einer Erderwärmung, wenn sich der Anteil dieses Gases erhöht. Genau dies ist aber seit Beginn der industriellen Revolution durch Verbrennung großer Mengen von Kohle, Erdöl und Erdgas eingetreten. In einer Grafik veranschaulichte er diese auf menschliche Aktivitäten zurückzuführende Zunahme des Kohlendioxids seit dem Jahr 1900; es lassen sich insbesondere folgende Werte herauslesen:
| Jahr | CO2-Anteil | zum Vergleich: CO2-Anteil gemessen lt. Keeling-Kurve |
| ---- | ---------- | ---------------------------------------------------- |
| 1900 | 290 ppm    |                                                      |
| 1950 | 300 ppm    |                                                      |
| 2000 | 380 ppm    | ca. 369 ppm                                          |
| 2010 | 410 ppm    | ca. 388 ppm                                          |
| 2020 | 440 ppm    | ca. 411 ppm                                          |
| 2030 | 480 ppm    |                                                      |

Haber ging davon aus, dass die künftige Energieversorgung sogar verstärkt auf fossile Energieträger setzen werde, was sich nach seiner Einschätzung nicht zuletzt Kernkraftgegner wünschen. Die sich hieraus für die Jahresmitteltemperatur ergebenden Konsequenzen sei eine Zunahme der weltweiten Durchschnittstemperatur bis 2050 um 6,0 °C. Dies verdeutlichte er anhand einer weiteren Grafik, der sich folgende Werte entnehmen lassen:
| Jahr | Veränderung Jahresmitteltemperatur | zum Vergleich: Veränderung gemessen |
| ---- | ---------------------------------- | ----------------------------------- |
| 1975 | 0,0 °C                             | −0,01 °C                            |
| 2000 | 2,0 °C                             | 00,53 °C                            |
| 2010 | 2,8 °C                             | 00,65 °C                            |
| 2020 | 3,6 °C                             | 00,9 °C                             |
| 2050 | 6,0 °C                             |                                     |

Heinz Haber betonte, unter Klimatologen bestehe Ende der 1970er Jahre auf der ganzen Welt Einigkeit darüber, dass eine Erderwärmung bei Zunahme der CO2-Emissionen unausweichlich sei. Die hieraus resultierende Klimaänderung mit einer Einengung der gemäßigten Zone könne sich von selbst erst im Verlauf von Jahrhunderten wieder zurückbilden, und infolge eines Rückgangs der landwirtschaftlichen Produktion sei es fraglich, wie eine wachsende Erdbevölkerung ernährt werden könne. Außerdem werde bis zum Jahr 2060 die gesamte Eismasse der Nordhalbkugel verschwunden sein.
Er schloss die Sendung mit einer Prophezeiung, in der er sich zum zweiten Mal als Anhänger der Kernenergie zu erkennen gibt: „In den nächsten 10 bis 15 Jahren werden unsere Kinder und Enkel davon reden – das wird das Hauptthema sein. Und sie werden sich zurücksehnen nach den Sorgen, die wir uns heute über die möglichen Wirkungen der Anwendung der Kernenergie machen.“

### Geschichten aus der Zukunft
Von 1979 bis 1980 strahlte das ZDF die Serie Geschichten aus der Zukunft aus. Die Serie geht auf Ideen von Heinz und Irmgard Haber sowie Dieter Seelmann zurück.

## Beteiligung am Nationalsozialismus
Heinz Haber ging freiwillig für zwei Jahre von 1934 bis 1936 zur Luftwaffe und kam im Zweiten Weltkrieg von 1938 bis 1942 u. a. beim Überfall auf Polen und an der Ostfront zum Einsatz. Er wurde mit dem Eisernen Kreuz zweiter und erster Klasse für seine Leistungen als Soldat ausgezeichnet. Zu Beginn des Krieges sei Haber begeistert von Hitlers Politik gewesen, später ernüchtert, gaben Zeitzeugen zu Protokoll.
Das Kaiser-Wilhelm-Institut für physikalische und Elektrochemie, an das er anschließend ging, war an tödlichen Druckkammer-Experimenten an Menschen im KZ Dachau beteiligt. Auch wenn er, im Gegensatz zu vielen seiner engen Kollegen wie Hubertus Strughold, nicht an der Tagung „Ärztliche Fragen bei Seenot und Winternot“, bei der die Ergebnisse der Folterexperimente diskutiert worden waren, teilnahm, und eine Beteiligung an den Versuchen selbst nicht nachgewiesen werden kann, profitierte er persönlich von den Ergebnissen, zitierte sie und distanzierte sich nie von diesen. Er trug zeit seines Lebens nicht zur Aufklärung der Verbrechen bei, die im Namen eines seiner Forschungsgebiete, der Luft- und Raumfahrtmedizin, begangen wurden.

## Kontroverse um Schleichwerbung
1975 geriet Heinz Haber in die Kritik, weil er für das ZDF im Werbefernsehen die Sendung Prof. Habers Tele-Werbemagazin moderierte und dabei die gebotene klare Grenze zwischen Wissenschaft und Werbung verwischte, weil die Werbung in Form eines Fernsehmagazins aufgemacht war. Anstoß erregte auch Habers Honorar (die Bild-Zeitung sprach von 500.000 DM, kaufkraftbereinigt in heutiger Währung: rund 800.000 Euro) sowie die Bereitschaft der Werbekunden, für eine fünfminütige Werbesendung 65.000 DM zuzüglich Einschaltkosten von rund 300.000 DM zu zahlen.

## Veröffentlichungen (Auswahl)
- Über den Energieaustausch zwischen Translation und Rotation durch Stöße, Dissertation, Berlin 1939, DNB 570276713.
- Das Torusgitter, Habilitation, Berlin 1944. Englisch: The torus grating, Journal Opt. Society America, 40, 153–165, 1950.
- Possible Methods of Producing the Gravity-Free State for Medical Research, Journal of Aviation Medicine Band 21 (Jahr 1950) Seite 395, mit Fritz Haber.
- Where does space begin? Functional concept of the boundaries between atmosphere and space, Jour. of Aviation Medicine 22 (1951) 342, mit H. Strughold, K. Buettner, F. Haber.
- Safety Hazard of Tinted Automobile Windshields at Night, Journal of the Optical Society of America 45 (1955) 413
- 1955: Menschen, Raketen und Planeten. 312 S., illustriert, Verlag Blüchert, Stuttgart 1955, DNB 451749243.
- 1956: Möglichkeiten und Grenzen des bemannten Fluges. Deutsche Ausgabe mit Eitel-Friedrich Gebauer, J. A. Barth, München, 1956, DNB 453859054.
- 1958: Unser Freund, das Atom. Mit Walt Disney, 164 Seiten, Droemer, München 1958, DNB 451749235.
- 1959: Lebendiges Weltall. Menschen, Sterne und Atome. 1959.
- 1965: Unser blauer Planet. Die Entwicklungsgeschichte der Erde. 1965.
- 1966: Der Stoff der Schöpfung. 1966.
- 1968: Der offene Himmel. Eine moderne Astronomie. 1968. (Platz 1 der Spiegel-Bestsellerliste vom 17. März bis zum 13. April 1969)
- 1969: Unser Mond. Naturgeschichte und Erforschung des Erdtrabanten. 1969. (Platz 1 der Spiegel-Bestsellerliste vom 18. August bis zum 14. September und vom 22. September bis zum 5. Oktober 1969)
- 1970: Brüder im All. Die Möglichkeit des Lebens auf fremden Welten. 1970.
- 1971: Unser Wetter. Einführung in die moderne Meteorologie. 1971.
- 1973: Stirbt unser blauer Planet? Die Naturgeschichte unserer übervölkerten Erde. DVA, München 1973. Rororo-Sachbuch 1975, ISBN 3-499-16924-X.[20]
- 1977: Gefangen in Raum und Zeit. Unsere Sinne und die Grenzen der menschlichen Vorstellungskraft über das Wesen der Schöpfung. 1977. Rororo Sachbuch, ISBN 3-499-17077-9.
- 1981: Eine Frage, Herr Professor. Heinz Haber antwortet seinen Lesern und Zuschauern., Ullstein Verlag, Frankfurt/M., Berlin, Wien 1981, ISBN 3-548-34045-8.
- 1981: Die Erde schlägt zu. Ausbruch des Mount St. Helens. Mitwirkung von Irmgard Haber. Ullstein-Verlag 1981, ISBN 3-548-34518-2.
- 1986: Wenn unser Planet zürnt. Erdbeben und Vulkane. Langen-Müller, 1986. Rowohlt 1988. Ullstein 1993, ISBN 3-548-35290-1.[21]
- 1989: Eiskeller oder Treibhaus. Zerstören wir unser Klima? Herbig-Verlag, 1989. Ullstein-Sachbuch, 1992, ISBN 3-548-34829-7.[22]